# Наређење претпостављеног
Наређење претпостављеног представља основ искључења противправности само у вршењу службе у Војсци Србије и то под одређеним условима:
1. да се наређење тиче службене дужности;
2. да се не односи на извршење неког кривичног дела за које је запрећена казна затвора од 5 година или тежа казна;
3. и да потчињени није знао да ће својом радњом извршити кривично дело (јер у нашем право потчињени може да одбије наређење ако би његово извршење представљало кривично дело)